# オキソトレモリン
オキソトレモリン（英：Oxotremorine）は選択的ムスカリン性アセチルコリン受容体作動薬である。
オキソトレモリンはパーキンソン病で見られる症状と同様の運動失調、振戦、痙縮を引き起こすため、より効果的な抗パーキンソン病薬を決定することを目的とした研究用ツールとなっている。
オキソトレモリンは抗精神病薬様作用も示す。

## 関連記事
- トレモリン